# Alb-Crossing

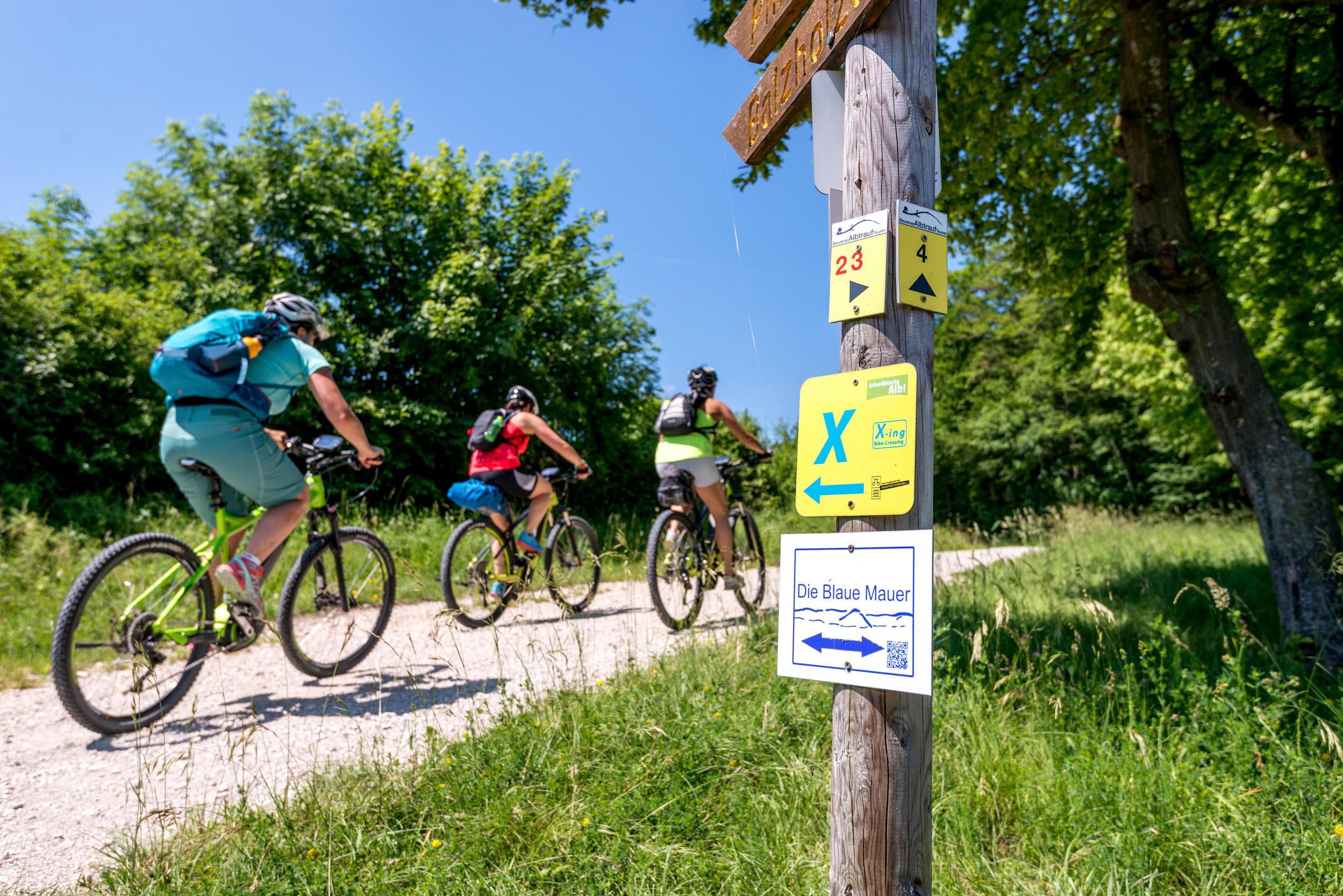
Wegzeichen des Alb-Crossing: grünliches X-Zeichen mit Richtungspfeil auf gelbem Grund

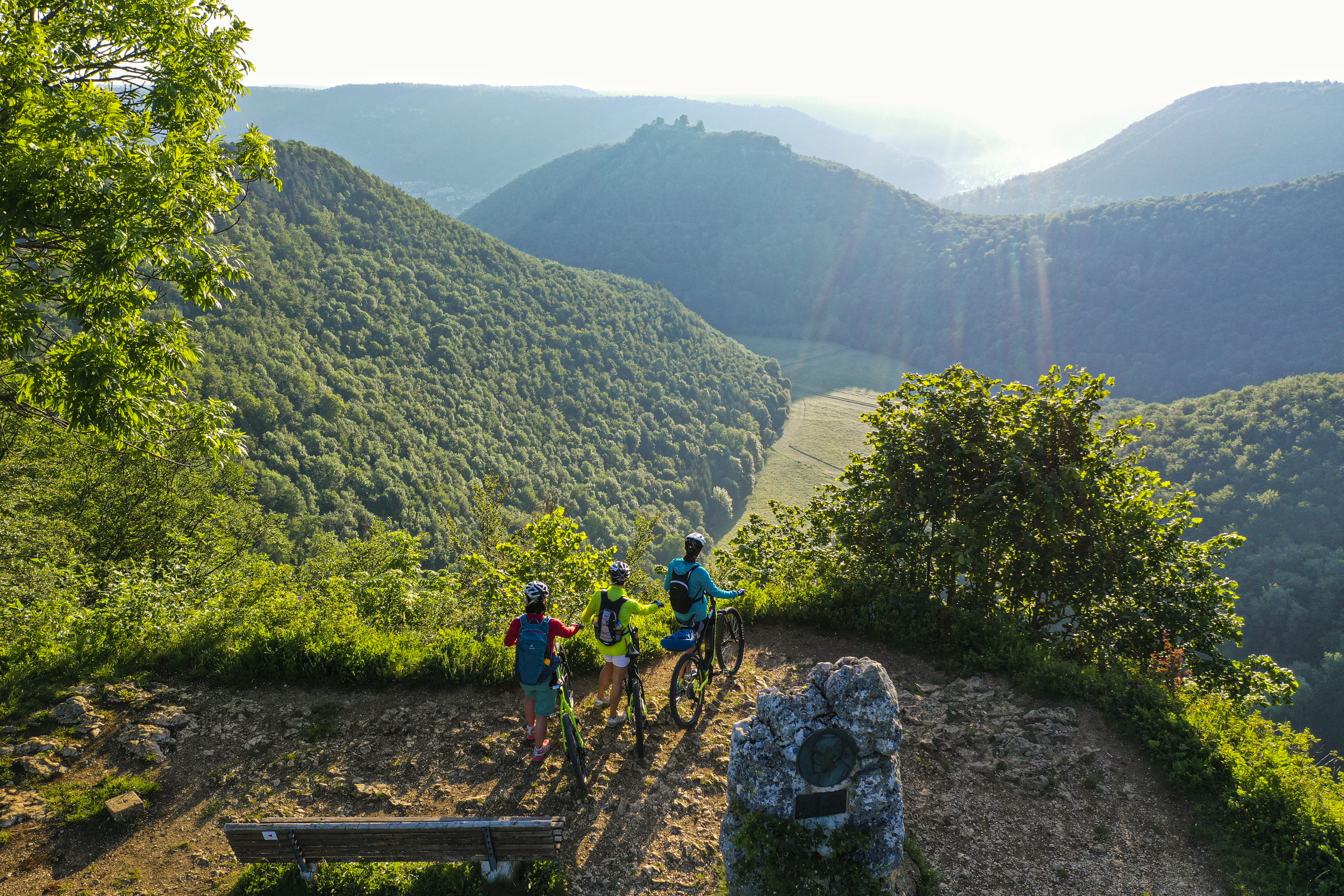
Alb-Crossing, Ausblick vom Rutschenfelsen bei Bad Urach

Der Alb-Crossing ist ein Fernradweg auf der Schwäbischen Alb, der, stets an der Kante des Albtraufs entlang, von Aalen bis Tuttlingen führt. Er überbrückt eine Distanz von 367 Kilometern und überwindet dabei 6940 Höhenmeter. Aufgrund der anspruchsvollen Topografie eignet sich der Alb-Crossing für Mountainbiker, E-Mountainbiker sowie Gravelbiker. Er berührt dabei auch ökologisch sensible Gebiete wie das Biosphärengebiet Schwäbische Alb.

## Etappen
| Etappe                                | Kilometer | Höhenmeter | Zeit |
| ------------------------------------- | --------- | ---------- | ---- |
| Aalen – Geislingen an der Steige      | 60,8      | 1.208      | 7h30 |
| Geislingen an der Steige – Gruibingen | 50,8      | 1.243      | 7h15 |
| Gruibingen – Bad Urach                | 50,2      | 904        | 5h30 |
| Bad Urach – Sonnenbühl-Erpfingen      | 79,9      | 1.470      | 9h45 |
| Sonnenbühl-Erpfingen – Balingen       | 64,6      | 1.037      | 7h30 |
| Balingen – Tuttlingen                 | 60,6      | 1.087      | 7h00 |

Der Alb-Crossing ist auf allen Streckenabschnitten in beide Fahrtrichtungen befahrbar. Von Aalen nach Tuttlingen und in entgegengesetzter Richtung sind die Markierungen lesbar. Die Beschilderung wird in regelmäßigen Abständen durch örtliche Radsportvereine im Auftrag des Württembergischen Radsportverbandes gepflegt.
Der Alb-Crossing sollte witterungsbedingt wegen Schnee, Glätte, Nässe und der damit verbundenen Risiken in der Zeit von November bis Anfang April nicht befahren werden. Weil immer wieder Markierungszeichen abgerissen werden, empfehlen die Initiatoren des Weges, die Tour auf ein GPS-Gerät zu laden.
Die Streckenführung respektiert die in Baden-Württemberg geltende Zweimeterregelung für Radfahrer, nach der das Befahren von Wegen, die schmaler als zwei Meter sind, untersagt ist. Deshalb meidet die Streckenanlage den parallel verlaufenden Schwäbische-Alb-Nordrand-Weg, der als Wanderweg angelegt ist.